# Limnephilus subnitidus
Limnephilus subnitidus är en nattsländeart som beskrevs av Mclachlan 1875. Limnephilus subnitidus ingår i släktet Limnephilus, och familjen husmasknattsländor. Arten är reproducerande i Sverige.